# الكوكب الأخير
الكوكب الأخير (بالإنجليزية: The Last Planet)‏، هو فيلم دراما قادم من كتابة وإخراج تيرينس ماليك، الفيلم من بطولة جيزا روهريج، مارك رايلانس، ماتياس شونارتس، بن كينغسلي، جوزيف فاينس، دوغلاس بوث، أيدان تورنر، جوزيف ماويل و‌سيلفا راسالينغام.

## روابط خارجية
- الكوكب الأخير على موقع IMDb (الإنجليزية)
- الكوكب الأخير على موقع ألو سيني (الفرنسية)
- الكوكب الأخير على موقع قاعدة بيانات الفيلم (الإنجليزية)
- الكوكب الأخير على موقع ليتربوكسد (الإنجليزية)
- الكوكب الأخير على موقع كينوبويسك (الروسية)

لم يتم العثور على روابط لمواقع التواصل الاجتماعي.